# Zara Home
Zara Home — компанія, що належить іспанській Inditex групі, яка займається виробництвом домашнього текстилю. Він був створений у 2003 році.  408 магазинів у 44 країнах.  Компанія зосереджена на роздрібній торгівлі різноманітним посудом.
Штаб-квартира Zara Home знаходиться в Ла-Корунья, Іспанія.

## Магазини
Кількість магазинів Zara Home у кожній країні станом на 7 листопада 2018 року:
| Африка - Туніс: 1 | Америка - Уругвай: 2 | Азія та Океанія - КНР: 45 - Японія: 17 - ОАЕ: 8 - Саудівська Аравія: 7 - Казахстан: 4 - Ліван: 4 - Катар: 4 - Кувейт: 3 - Австралія: 3 - Південна Корея: 3 - Ізраїль: 2 - Йорданія: 2 - Таїланд: 2 - Республіка Китай: 2 - Бахрейн: 1 - Індонезія: 1 - Оман: 1 | Європа - Іспанія: 140 - Росія: 46 - Італія: 33 - Португалія: 28 - Туреччина: 24 - Франція: 22 - Німеччина: 15 - Польща: 14 - Велика Британія: 12 - Греція: 10 - Бельгія: 8 - Нідерланди: 8 - Румунія: 6 - Австрія: 5 - Кіпр: 4 - Швеція: 4 - Швейцарія: 4 - Сербія: 2 - Хорватія: 2 - Угорщина: 2 - Мальта: 2 - Андорра: 1 - Білорусь: 1 - Чехія: 1 - Данія: 1 - Естонія: 1 - Литва: 1 - Україна: 1 |